# Manoir de la Chatière
Le manoir de la Chatière est un manoir situé à Abilly (Indre-et-Loire) et inscrit aux monuments historiques le 24 mai 1948.